# Football Club Internazionale Milano 2018-2019
Questa voce raccoglie le informazioni riguardanti il Football Club Internazionale Milano nelle competizioni ufficiali della stagione 2018-2019.

## Stagione

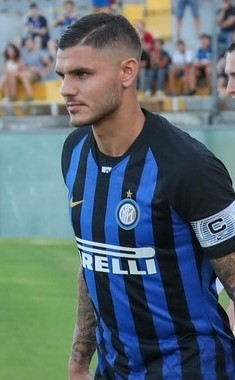
Mauro Icardi, dopo un ottimo esordio in Champions League, nella seconda parte di stagione entra in conflitto con il club, finendo ai margini della rosa.

Ritornata in Champions League dopo 7 anni, in virtù del quarto posto nel campionato 2017-2018, la Beneamata interviene decisa sul mercato: a puntellare la difesa giungono il centrale De Vrij nonché i terzini Asamoah e Vrsaljko; il centrocampo vede l'innesto di Nainggolan ed il ritorno di João Mário, mentre in attacco si registrano gli arrivi di Politano e Keita Baldé; maggior colpo di mercato è individuato in Lautaro Martínez, proveniente dal Racing Club per 25 milioni di euro.
Le cessioni riguardano João Cancelo, Rafinha, che ritornano alle rispettive squadre di appartenenza per fine prestito (anche se Cancelo viene poi ceduto alla Juventus), Santon (destinato alla Roma), Edér (destinato allo Jiangsu Suning) e Karamoh (destinato al Parma).
Il posto di Spalletti fu minato dai primi risultati in campionato, coi nerazzurri attardati dalla vetta già a settembre per effetto, in 4 giornate, di una sola vittoria (al Dall'Ara col Bologna) a fronte di un pareggio (contro il Torino) e due sconfitte (contro Sassuolo e il neopromosso Parma).
Il sorteggio di Champions League, vede per l'Inter (complice anche la lunga assenza) un girone complicato per la manifestazione europea. Il debutto avviene con il Tottenham a San Siro: anche contro gli inglesi la squadra passa in svantaggio, riuscendo però a rimontare nei minuti finali e vincendo 2-1. Il successo conferisce una nuova verve ai milanesi, che in campionato si impongono a Genova contro la Sampdoria per poi battere tra la mura amiche Fiorentina e Cagliari. Il secondo turno di Champions League oppone l'undici di Spalletti al PSV, battuto anch'esso in rimonta grazie ai gol di Nainggolan e Icardi. L'argentino risulta poi decisivo per la vittoria in casa della SPAL firmando una doppietta, con cui raggiunge Christian Vieri in fatto di reti realizzate in A con la maglia interista, superandolo poi segnando un golden goal nel derby di fine ottobre. La stracittadina precede il terzo incontro di coppa, dal quale i lombardi escono sconfitti per mano del Barcellona; nella gara di ritorno — cui giunge dopo le nette affermazioni su Lazio e Genoa , che comportano un temporaneo secondo posto a -4 dalla capolista Juventus —, l'Inter riesce invece a strappare un pari. A interrompere il trend positivo dei nerazzurri, prima della sosta di novembre, è una sconfitta contro l'outsider Atalanta, che battendoli per 4-1 a Bergamo, gli fa perdere il secondo posto a favore del Napoli dopo 8 successi di fila all'attivo.

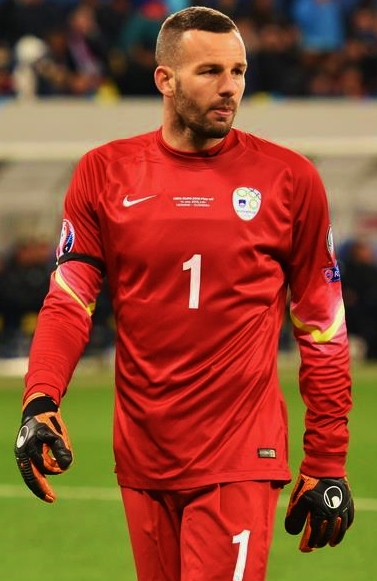
Samir Handanovič, in nerazzurro dal 2012, viene scelto dalla società come nuovo capitano in seguito alla scelta di togliere la fascia a Mauro Icardi.

Tornata alla vittoria già nella giornata seguente, la formazione crolla sul fronte continentale: al penultimo turno, in casa del Tottenham, subisce infatti un gol che ne determina il knock-out nei minuti finali. Conquistato un solo punto nei big match con Roma e Juventus, la Beneamata conclude il girone pareggiando contro il PSV: terminando a pari punti con gli Spurs, i milanesi sono terzi in classifica a causa della rete incassata sul proprio terreno. Il piazzamento consente comunque il ripescaggio in Europa League, dove i nerazzurri partono dai sedicesimi di finale.
Pochi giorni dopo, viene ufficializzato l'ingaggio di Giuseppe Marotta, che sostituisce Walter Sabatini nel ruolo di dirigente sportivo. Archiviato il girone di andata con la terza piazza alle spalle di Juventus e Napoli, peraltro battuto tra le polemiche nello scontro diretto, la squadra esordisce in Coppa Italia: il primo incontro vede i nerazzurri opposti al Benevento negli ottavi, imponendosi con un netto 6-2. Il risultato, tuttavia, precede l'ennesima involuzione di risultati: conseguito l'unico punto di gennaio con un pareggio a reti bianche contro il Sassuolo, l'undici nerazzurro conseguì due vittorie (ai danni di Sampdoria e Parma), a fronte di tre sconfitte (contro Torino, Bologna e Cagliari) ed un pareggio discusso contro la Fiorentina. La crisi colpisce anche il percorso in coppa, dove la Beneamata viene eliminata ai rigori dalla Lazio.
Gli eventi del campo sembrano, peraltro, riconducibili alle polemiche interne, tanto che Icardi si vede privato dei gradi di capitano in favore di Handanovič. L'attaccante argentino si ritrova coinvolto in un caso mediatico che ne determina una temporanea esclusione dai convocati; sebbene priva del centravanti, la squadra ha vita facile a superare il Rapid Vienna cui segna 5 gol in 180'. Il cammino si interrompe già al round successivo, dove i tedeschi dell'Eintracht Frankfurt si impongono col punteggio complessivo di 1-0. La reazione si manifesta nell'immediato, con la vittoria per 3-2 nel derby che comporta il sorpasso in classifica sugli stessi rivali.
Grazie anche al rientro di Icardi, che comunque segnerà solo due gol (entrambi su rigore) dopo il suo ritorno, i nerazzurri possono riprendere la corsa alla qualificazione in Champions League. Malgrado tre pari consecutivi ed una pesante sconfitta contro il Napoli nelle giornate conclusive, che comportano l'aggancio al terzo posto da parte dell'Atalanta, l'Inter agguanta (come nel precedente campionato) la qualificazione in Champions League in extremis: il passo decisivo è la vittoria per 2-1 a danno dell'Empoli, che retrocede in B per effetto del risultato.

## Divise e sponsor
Lo sponsor tecnico per la stagione 2018-2019 è Nike, mentre gli sponsor ufficiali sono Pirelli e Driver (marchio collegato alla stessa Pirelli). La prima maglia è ispirata a quella della stagione 1998-1999: le righe nerazzurre tornano ad uno stile più classico rispetto al design moderno dell'anno precedente mentre vengono riproposte le maniche monocolore; nella parte inferiore della casacca, le righe presentano una grafica a pelle di serpente. La seconda maglia reinterpreta invece quella della stagione 2010-2011: il busto presenta una grafica a rombi grigio chiaro, che richiama anche in questo caso la pelle del serpente; il colletto è bicolore, nero e azzurro, con stampato sul retro il biscione visto nel logo societario durante gli anni 1980. La terza divisa è concepita per essere un omaggio alla città di Milano: il colore scelto, il grigio, e il design richiamano il marmo utilizzato per costruire il Duomo mentre nella parte frontale della maglia spicca la croce di San Giorgio, con riprodotta al suo interno la mappa della città meneghina.
Nella gara contro il Bologna della 22ª giornata di Serie A, i giocatori sono scesi in campo con i nomi in cinese stampati sul retro della casacca per celebrare il Capodanno cinese. In occasione del derby contro il Milan alla 28ª giornata, la Nike ha realizzato una maglia speciale per celebrare i 20 anni della partnership con l'Inter: la casacca è un collage dei dieci pattern più iconici dell'ultimo ventennio, cinque sul fronte e cinque sul retro; la maglia è disponibile in edizione limitata a 1908 pezzi, richiamando l'anno di fondazione del club. La casacca è stata successivamente riproposta nelle partite casalinghe contro Lazio e Atalanta, rispettivamente alla 29ª e alla 31ª giornata di Serie A. In occasione della 38ª giornata contro l'Empoli, i giocatori hanno indossato la maglia della stagione 2019-2020.
| Casa | Casa (38ª Serie A) | Trasferta | Terza divisa | Inter x Nike 20th Anniversary (28ª-29ª-31ª Serie A) |

Per i portieri sono state realizzate quattro divise, tutte con lo stesso template, nelle varianti arancione, giallo, verde e nero.
| 1ª portiere | 2ª portiere | 3ª portiere | 4ª portiere |

## Organigramma societario
Area direttiva
- Presidente: Erick Thohir (fino al 26 ottobre 2018), poi Steven Zhang[1]
- Vice Presidente: Javier Zanetti
- Consiglio di Amministrazione: Steven Zhang, Alessandro Antonello, Giuseppe Marotta, Ren Jun, Yang Yang, Mi Xin, Zhu Qing, Daniel Kar Keung Tseung, Tom Pitts[51]
- Collegio sindacale. Sindaci effettivi: Luca Nicodemi, Giacomo Perrone, Alessandro Padula
- Advisory Board: Milly Moratti (fino al 18 febbraio 2019)
- Amministratore delegato Corporate: Alessandro Antonello
- Amministratore delegato Sport: Giuseppe Marotta (dal 13 dicembre 2018)
- Chief Strategy Officer: Michael Williamson (fino al 28 agosto 2018)
- Chief Football Operations Officer: Giovanni Gardini
- Chief Revenue Officer: Michael Gandler (fino al 12 novembre 2018)
- Chief Financial Officer: Tim Williams
- Chief Marketing Officer: Luca Danovaro
- Venue Commercial Director: David Garth
- Marketing Director: Maria Laura Albini
- Segretario generale: Massimo Cosentino
- Direttore risorse umane: Ilaria Quattrociocche
- Sales & Partnerships Management Director: Giorgio Brambilla
- Global Youth Business Director: Barbara Biggi

Area comunicazione
- Chief Communications Officer: Robert Faulkner (fino al 16 aprile 2019), poi Matteo Pedinotti
- Responsabile Information Technology: Riccardo Tinnirello
- Responsabile Ufficio Stampa e Contenuti Editoriali: Leo Picchi
- Responsabile Rapporti con i Media ed Eventi di Comunicazione: Luigi Crippa
- Ufficio Stampa: Daria Nicoli, Andrea Dal Canton, Federica Sala
- Presidente Onorario Inter Club: Bedy Moratti
- Direttore Responsabile Inter TV: Roberto Scarpini

Area sportiva
- Direttore sportivo: Piero Ausilio
- Vice direttore sportivo: Dario Baccin
- Team Manager: Fabio Pinna

Area tecnica
- Allenatore: Luciano Spalletti
- Vice allenatore: Marco Domenichini
- Collaboratori tecnici: Daniele Baldini, Giovanni Martusciello, Alessandro Pane
- Preparatori atletici: Marcello Iaia, Franco Ferrini, Alberto Andolini
- Preparatore dei Portieri: Adriano Bonaiuti
- Fitness data analyst: Giuseppe Bellistri
- Football analysis manager: Michele Salzarulo
- Football analysts: Igor Quaia, Alessandro Davite

Area sanitaria
- Responsabile settore medico: Piero Volpi
- Medico sociale: Alessandro Corsini
- Medici prima squadra: Alessandro Quaglia, Luca Pulici
- Responsabile fisioterapia: Gian Nicola Bisciotti
- Coordinatore fisioterapisti: Marco Dellacasa
- Fisioterapisti: Massimo Dellacasa, Andrea Galli, Ramòn Cavallin
- Fisioterapista/osteopata: Matteo Viganò
- Riatletizzatore: Andrea Belli

## Rosa
Rosa e numerazione aggiornate al 13 febbraio 2019.
| N. |                        | Ruolo | Calciatore                       |
| -- | ---------------------- | ----- | -------------------------------- |
| 1  | Slovenia (bandiera)    | P     | Samir Handanovič (capitano)      |
| 2  | Croazia (bandiera)     | D     | Šime Vrsaljko                    |
| 5  | Italia (bandiera)      | C     | Roberto Gagliardini              |
| 6  | Paesi Bassi (bandiera) | D     | Stefan de Vrij                   |
| 7  | Francia (bandiera)     | A     | Yann Karamoh                     |
| 8  | Uruguay (bandiera)     | C     | Matías Vecino                    |
| 9  | Argentina (bandiera)   | A     | Mauro Icardi (capitano)          |
| 10 | Argentina (bandiera)   | A     | Lautaro Martínez                 |
| 11 | Senegal (bandiera)     | A     | Keita Baldé                      |
| 13 | Italia (bandiera)      | D     | Andrea Ranocchia (vice capitano) |
| 14 | Belgio (bandiera)      | C     | Radja Nainggolan                 |
| 15 | Portogallo (bandiera)  | C     | João Mário                       |
| 16 | Italia (bandiera)      | A     | Matteo Politano                  |
| 18 | Ghana (bandiera)       | D     | Kwadwo Asamoah                   |
| 20 | Spagna (bandiera)      | C     | Borja Valero                     |
| 21 | Portogallo (bandiera)  | D     | Cédric Soares                    |
| 23 | Brasile (bandiera)     | D     | Miranda                          |
| 27 | Italia (bandiera)      | P     | Daniele Padelli                  |

| N. |                       | Ruolo | Calciatore          |
| -- | --------------------- | ----- | ------------------- |
| 29 | Brasile (bandiera)    | D     | Dalbert             |
| 33 | Italia (bandiera)     | D     | Danilo D'Ambrosio   |
| 37 | Slovacchia (bandiera) | D     | Milan Škriniar      |
| 40 | Italia (bandiera)     | C     | Lorenzo Gavioli     |
| 44 | Croazia (bandiera)    | C     | Ivan Perišić        |
| 46 | Italia (bandiera)     | P     | Tommaso Berni       |
| 60 | Italia (bandiera)     | C     | Thomas Schirò       |
| 61 | Argentina (bandiera)  | A     | Facundo Colidio     |
| 64 | Irlanda (bandiera)    | D     | Ryan Nolan          |
| 65 | Slovenia (bandiera)   | C     | Maj Roric           |
| 66 | Italia (bandiera)     | A     | Andrea Adorante     |
| 67 | Italia (bandiera)     | D     | Gabriele Zappa      |
| 68 | Italia (bandiera)     | A     | Davide Merola       |
| 70 | Italia (bandiera)     | A     | Sebastiano Esposito |
| 74 | Italia (bandiera)     | A     | Eddie Salcedo       |
| 77 | Croazia (bandiera)    | C     | Marcelo Brozović    |
| 87 | Italia (bandiera)     | A     | Antonio Candreva    |
| 93 | Italia (bandiera)     | P     | Raffaele Di Gennaro |

## Calciomercato

### Sessione estiva(dall'1/7 al 17/8)
| Acquisti         | Acquisti            | Acquisti        | Acquisti                                                          |
| R.               | Nome                | da              | Modalità                                                          |
| ---------------- | ------------------- | --------------- | ----------------------------------------------------------------- |
| D                | Kwadwo Asamoah      | -               | svincolato                                                        |
| D                | Alessandro Bastoni  | Atalanta        | fine prestito                                                     |
| D                | Stefan de Vrij      | -               | svincolato                                                        |
| D                | Federico Dimarco    | Sion            | riscatto del cartellino (7 milioni €)                             |
| D                | Šime Vrsaljko       | Atlético Madrid | prestito (6,5 milioni €) con diritto di riscatto (17,5 milioni €) |
| C                | João Mário          | West Ham Utd    | fine prestito                                                     |
| C                | Radja Nainggolan    | Roma            | definitivo (38 milioni €)                                         |
| A                | Keita Baldé         | Monaco          | prestito (5 milioni €) con diritto di riscatto (34 milioni €)     |
| A                | Jonathan Biabiany   | Sparta Praga    | fine prestito                                                     |
| A                | Lautaro Martínez    | Racing Club     | definitivo (25 milioni €)                                         |
| A                | Matteo Politano     | Sassuolo        | prestito (5 milioni €) con diritto di riscatto (20 milioni €)     |
| Altre operazioni |                     |                 |                                                                   |
| R.               | Nome                | da              | Modalità                                                          |
| P                | Davide Costa        | Bassano Virtus  | fine prestito                                                     |
| P                | Raffaele Di Gennaro | Spezia          | fine prestito                                                     |
| P                | Michele Di Gregorio | Renate          | fine prestito                                                     |
| D                | Andrea Bandini      | Brescia         | fine prestito                                                     |
| D                | Andrea Cagnano      | Pisa            | fine prestito                                                     |
| D                | Tommaso Equizi      | Fermana         | fine prestito                                                     |
| D                | Ítalo               | Olhanense       | fine prestito                                                     |
| D                | Alessandro Mattioli | Renate          | fine prestito                                                     |
| D                | Filippo Sgarbi      | Südtirol        | fine prestito                                                     |
| C                | Axel Bakayoko       | Sochaux         | fine prestito                                                     |
| C                | Niccolò Belloni     | Carpi           | fine prestito                                                     |
| C                | Mattia Bonetto      | Prato           | fine prestito                                                     |
| C                | Gaston Camara       | Gil Vicente     | fine prestito                                                     |
| C                | Enrico Celeghin     | Torino          | fine prestito                                                     |
| C                | Riccardo Gaiola     | Santarcangelo   | fine prestito                                                     |
| C                | Andrea Palazzi      | Pescara         | fine prestito                                                     |
| C                | Andrea Romanò       | Monza           | fine prestito                                                     |
| C                | Rigoberto Rivas     | Brescia         | fine prestito                                                     |
| C                | Lorenzo Tassi       | Vicenza         | fine prestito                                                     |
| C                | Mel Taufer          | Arzachena       | fine prestito                                                     |
| A                | José Correia        | Olhanense       | fine prestito                                                     |
| A                | Francesco Forte     | Spezia          | fine prestito                                                     |
| A                | Samuele Longo       | Tenerife        | fine prestito                                                     |
| A                | Rey Manaj           | Granada         | fine prestito                                                     |
| A                | George Pușcaș       | Novara          | fine prestito                                                     |
| A                | Eddie Salcedo       | Genoa           | prestito con diritto di riscatto (15 milioni €)                   |
| A                | Moussa Souare       | Mosta           | fine prestito                                                     |
| A                | Vincenzo Tommasone  | Santarcangelo   | fine prestito                                                     |

| Cessioni         | Cessioni           | Cessioni          | Cessioni                                      |
| R.               | Nome               | a                 | Modalità                                      |
| ---------------- | ------------------ | ----------------- | --------------------------------------------- |
| P                | Francesco Bardi    | Frosinone         | riscatto del cartellino (1 milione €)         |
| P                | Andrei Radu        | Genoa             | prestito                                      |
| D                | Alessandro Bastoni | Parma             | prestito                                      |
| D                | João Cancelo       | Valencia          | fine prestito                                 |
| D                | Federico Dimarco   | Parma             | prestito con diritto di riscatto              |
| D                | Lisandro López     | Benfica           | fine prestito                                 |
| D                | Jeison Murillo     | Valencia          | riscatto del cartellino (12 milioni €)        |
| D                | Yūto Nagatomo      | Galatasaray       | riscatto del cartellino (2,5 milioni €)       |
| D                | Davide Santon      | Roma              | definitivo (9,5 milioni €)                    |
| C                | Geoffrey Kondogbia | Valencia          | riscatto del cartellino (25 milioni €)        |
| C                | Rafinha            | Barcellona        | fine prestito                                 |
| A                | Jonathan Biabiany  | Parma             | definitivo (1,5 milioni €)                    |
| A                | Éder               | Jiangsu Suning    | definitivo (5,5 milioni €)                    |
| A                | Yann Karamoh       | Bordeaux          | prestito                                      |
| Altre operazioni |                    |                   |                                               |
| R.               | Nome               | a                 | Modalità                                      |
| D                | Davide Bettella    | Atalanta          | definitivo (7 milioni €)                      |
| D                | Federico Valietti  | Genoa             | definitivo (7 milioni €)                      |
| D                | Tommaso Equizi     | Levico Terme      | svincolato                                    |
| D                | Ítalo              | -                 | svincolato                                    |
| C                | Axel Bakayoko      | San Gallo         | prestito annuale                              |
| C                | Niccolò Belloni    | Arezzo            | definitivo                                    |
| C                | Gaston Camara      | -                 | svincolato                                    |
| C                | Marco Carraro      | Atalanta          | definitivo                                    |
| C                | Xian Emmers        | Cremonese         | prestito                                      |
| C                | Riccardo Gaiola    | -                 | svincolato                                    |
| C                | Assane Gnoukouri   | -                 | svincolato                                    |
| C                | Andrea Romanò      | Cuneo             | prestito                                      |
| C                | Lorenzo Tassi      | Arezzo            | prestito                                      |
| C                | Nicolò Zaniolo     | Roma              | definitivo (4,5 milioni €)                    |
| A                | José Correia       | Newell's Old Boys | definitivo                                    |
| A                | Rey Manaj          | Albacete          | prestito con obbligo di riscatto              |
| A                | Jens Odgaard       | Sassuolo          | definitivo (5 milioni €)                      |
| A                | George Pușcaș      | Palermo           | definitivo (3,3 milioni €)                    |
| A                | Vincenzo Tommasone | Rieti             | prestito                                      |
| A                | Samuele Longo      | Huesca            | prestito con obbligo di riscatto condizionato |
| A                | Andrea Pinamonti   | Frosinone         | prestito                                      |

### Sessione invernale(dal 3/1 al 31/1)
| Acquisti         | Acquisti          | Acquisti    | Acquisti                                                    |
| R.               | Nome              | da          | Modalità                                                    |
| ---------------- | ----------------- | ----------- | ----------------------------------------------------------- |
| D                | Cédric Soares     | Southampton | prestito (500.000 €) con diritto di riscatto (11 milioni €) |
| A                | Gabriel Barbosa   | Santos      | fine prestito                                               |
| Altre operazioni |                   |             |                                                             |
| R.               | Nome              | da          | Modalità                                                    |
| D                | Andreaw Gravillon | Pescara     | definitivo                                                  |
| A                | Samuele Longo     | Huesca      | fine prestito                                               |

| Cessioni         | Cessioni          | Cessioni  | Cessioni |
| R.               | Nome              | a         | Modalità |
| ---------------- | ----------------- | --------- | -------- |
| A                | Gabriel Barbosa   | Flamengo  | prestito |
| Altre operazioni |                   |           |          |
| R.               | Nome              | a         | Modalità |
| D                | Andreaw Gravillon | Pescara   | prestito |
| A                | Samuele Longo     | Cremonese | prestito |

## Risultati

### Serie A

#### Girone di andata
| Arbitro: | Mariani (Aprilia) |

|                    |           |  |
| Berardi 27’ (rig.) | Marcatori |  |

| Arbitro: | Mazzoleni (Bergamo) |

|                        |           |                       |
| Perišić 7’ de Vrij 32’ | Marcatori | 56’ Belotti 68’ Meïté |

| Arbitro: | Di Bello (Brindisi) |

|  |           |                                         |
|  | Marcatori | 66’ Nainggolan 82’ Candreva 84’ Perišić |

| Arbitro: | Manganiello (Pinerolo) |

|  |           |             |
|  | Marcatori | 79’ Dimarco |

| Arbitro: | Guida (Torre Annunziata) |

|  |           |                |
|  | Marcatori | 90+4’ Brozović |

| Arbitro: | Mazzoleni (Bergamo) |

|                                  |           |                     |
| Icardi 45’ (rig.) D'Ambrosio 77’ | Marcatori | 53’ (aut.) Škriniar |

| Arbitro: | Massa (Imperia) |

|                           |           |  |
| Martínez 12’ Politano 89’ | Marcatori |  |

| Arbitro: | Maresca (Napoli) |

|              |           |                 |
| Paloschi 72’ | Marcatori | 14’, 78’ Icardi |

| Arbitro: | Guida (Torre Annunziata) |

|              |           |  |
| Icardi 90+2’ | Marcatori |  |

| Arbitro: | Irrati (Pistoia) |

|  |           |                              |
|  | Marcatori | 28’, 70’ Icardi 41’ Brozović |

| Arbitro: | Valeri (Roma) |

|                                                                     |           |  |
| Gagliardini 14’, 49’ Politano 16’ João Mário 90+1’ Nainggolan 90+4’ | Marcatori |  |

| Arbitro: | Maresca (Napoli) |

|                                                  |           |                   |
| Hateboer 9’ Mancini 62’ Djimsiti 88’ Gómez 90+4’ | Marcatori | 47’ (rig.) Icardi |

| Arbitro: | Pairetto (Nichelino) |

|                             |           |  |
| Keita 10’, 82’ Martínez 57’ | Marcatori |  |

| Arbitro: | Rocchi (Firenze) |

|                              |           |                      |
| Ünder 51’ Kolarov 74’ (rig.) | Marcatori | 37’ Keita 66’ Icardi |

| Arbitro: | Irrati (Pistoia) |

|               |           |  |
| Mandžukić 66’ | Marcatori |  |

| Arbitro: | Abisso (Palermo) |

|                   |           |  |
| Icardi 76’ (rig.) | Marcatori |  |

| Arbitro: | Pasqua (Tivoli) |

|                  |           |             |
| Pellissier 90+1’ | Marcatori | 39’ Perišić |

| Arbitro: | Mazzoleni (Bergamo) |

|                |           |  |
| Martínez 90+1’ | Marcatori |  |

| Arbitro: | La Penna (Roma) |

|  |           |           |
|  | Marcatori | 72’ Keita |

#### Girone di ritorno
| Milano 19 gennaio 2019, ore 20:30 CET 20ª giornata | Inter                | 0 – 0 referto | Sassuolo | Stadio Giuseppe Meazza (0 spett.)\| Arbitro: \| Pairetto (Nichelino) \| |
| Arbitro:                                           | Pairetto (Nichelino) |               |          |                                                                         |

| Arbitro: | Maresca (Napoli) |

|          |           |  |
| Izzo 35’ | Marcatori |  |

| Arbitro: | Pasqua (Tivoli) |

|  |           |               |
|  | Marcatori | 33’ Santander |

| Arbitro: | Irrati (Pistoia) |

|  |           |              |
|  | Marcatori | 79’ Martínez |

| Arbitro: | Doveri (Roma) |

|                               |           |                |
| D'Ambrosio 73’ Nainggolan 78’ | Marcatori | 76’ Gabbiadini |

| Arbitro: | Abisso (Palermo) |

|                                                     |           |                                           |
| De Vrij 1’ (aut.) Muriel 74’ Veretout 90+11’ (rig.) | Marcatori | 6’ Vecino 40’ Politano 52’ (rig.) Perišić |

| Arbitro: | Banti (Livorno) |

|                                  |           |              |
| Perišić 31’ (aut.) Pavoletti 43’ | Marcatori | 38’ Martínez |

| Arbitro: | Calvarese (Teramo) |

|                              |           |  |
| Politano 67’ Gagliardini 77’ | Marcatori |  |

| Arbitro: | Guida (Torre Annunziata) |

|                            |           |                                           |
| Bakayoko 57’ Musacchio 71’ | Marcatori | 3’ Vecino 51’ De Vrij 67’ (rig.) Martínez |

| Arbitro: | Mazzoleni (Bergamo) |

|  |           |                      |
|  | Marcatori | 13’ Milinković-Savić |

| Arbitro: | Mariani (Aprilia) |

|  |           |                                                    |
|  | Marcatori | 15’, 81’ Gagliardini 40’ (rig.) Icardi 54’ Perišić |

| Milano 7 aprile 2019, ore 18:00 CEST 31ª giornata | Inter            | 0 – 0 referto | Atalanta | Stadio Giuseppe Meazza (60.860 spett.)\| Arbitro: \| Irrati (Pistoia) \| |
| Arbitro:                                          | Irrati (Pistoia) |               |          |                                                                          |

| Arbitro: | Massa (Imperia) |

|             |           |                                                |
| Cassata 61’ | Marcatori | 19’ Nainggolan 37’ (rig.) Perišić 90+3’ Vecino |

| Arbitro: | Guida (Torre Annunziata) |

|             |           |                 |
| Perišić 61’ | Marcatori | 14’ El Shaarawy |

| Arbitro: | Banti (Livorno) |

|               |           |             |
| Nainggolan 7’ | Marcatori | 62’ Ronaldo |

| Udine 4 maggio 2019, ore 20:30 CEST 35ª giornata | Udinese          | 0 – 0 referto | Inter | Stadio Friuli-Dacia Arena (24.741 spett.)\| Arbitro: \| Rocchi (Firenze) \| |
| Arbitro:                                         | Rocchi (Firenze) |               |       |                                                                             |

| Arbitro: | Valeri (Roma) |

|                          |           |  |
| Politano 39’ Perišić 86’ | Marcatori |  |

| Arbitro: | Doveri (Roma) |

|                                                |           |                   |
| Zieliński 16’ Mertens 61’ Fabián Ruiz 71’, 78’ | Marcatori | 81’ (rig.) Icardi |

| Arbitro: | Banti (Livorno) |

|                          |           |            |
| Keita 51’ Nainggolan 81’ | Marcatori | 76’ Traorè |

### Coppa Italia

#### Fase finale
| Arbitro: | Giua (Olbia) |

|                                                                     |           |                               |
| Icardi 3’ (rig.) Candreva 7’, 90+5’ Dalbert 45+1’ Martínez 48’, 66’ | Marcatori | 58’ R. Insigne 74’ Bandinelli |

| Arbitro: | Abisso (Palermo) |

|                                            |                      |                                      |
| Icardi 120+5’ (rig.)                       | Marcatori            | 108’ Immobile                        |
| Brozović Martínez Icardi Cédric Nainggolan | Tiri di rigore 4 – 5 | Immobile Durmisi Parolo Acerbi Leiva |

### UEFA Champions League

#### Fase a gironi
| Arbitro: | Turpin |

|                         |           |             |
| Icardi 86’ Vecino 90+2’ | Marcatori | 53’ Eriksen |

| Arbitro: | Mažić |

|             |           |                           |
| Rosario 27’ | Marcatori | 44’ Nainggolan 60’ Icardi |

| Arbitro: | Hațegan |

|                            |           |  |
| Rafinha 32’ Jordi Alba 83’ | Marcatori |  |

| Arbitro: | Marciniak |

|            |           |            |
| Icardi 87’ | Marcatori | 83’ Malcom |

| Arbitro: | Çakır |

|             |           |  |
| Eriksen 80’ | Marcatori |  |

| Arbitro: | Zwayer |

|            |           |            |
| Icardi 73’ | Marcatori | 13’ Lozano |

### UEFA Europa League

#### Fase a eliminazione diretta
| Arbitro: | Stieler |

|  |           |                     |
|  | Marcatori | 39’ (rig.) Martínez |

| Arbitro: | Dias |

|                                                   |           |  |
| Vecino 11’ Ranocchia 18’ Perišić 80’ Politano 87’ | Marcatori |  |

| Francoforte sul Meno 7 marzo 2019, ore 18:55 CET Ottavi di finale - Andata | Eintracht Francoforte | 0 – 0 referto | Inter | Frankfurt Stadion (48.000 spett.)\| Arbitro: \| Collum \| |
| Arbitro:                                                                   | Collum                |               |       |                                                           |

| Arbitro: | Hațegan |

|  |           |          |
|  | Marcatori | 6’ Jović |

## Statistiche

### Statistiche di squadra
Statistiche aggiornate al 26 maggio 2019.
| Competizione     | Punti | In casa | In casa | In casa | In casa | In casa | In casa | In trasferta | In trasferta | In trasferta | In trasferta | In trasferta | In trasferta | Totale | Totale | Totale | Totale | Totale | Totale | D.R. |
| Competizione     | Punti | G       | V       | N       | P       | Gf      | Gs      | G            | V            | N            | P            | Gf           | Gs           | G      | V      | N      | P      | Gf     | Gs     | D.R. |
| ---------------- | ----- | ------- | ------- | ------- | ------- | ------- | ------- | ------------ | ------------ | ------------ | ------------ | ------------ | ------------ | ------ | ------ | ------ | ------ | ------ | ------ | ---- |
| Serie A          | 69    | 19      | 11      | 5       | 3       | 27      | 10      | 19           | 9            | 4            | 6            | 30           | 23           | 38     | 20     | 9      | 9      | 57     | 33     | 24   |
| Coppa Italia     | -     | 2       | 1       | 1       | 0       | 7       | 3       | 0            | 0            | 0            | 0            | 0            | 0            | 2      | 1      | 1      | 0      | 7      | 3      | 4    |
| Champions League | 8     | 3       | 1       | 2       | 0       | 4       | 3       | 3            | 1            | 0            | 2            | 2            | 4            | 6      | 2      | 2      | 2      | 6      | 7      | −1   |
| Europa League    | -     | 2       | 1       | 0       | 1       | 4       | 1       | 2            | 1            | 1            | 0            | 1            | 0            | 4      | 2      | 1      | 1      | 5      | 1      | 4    |
| Totale           | -     | 26      | 14      | 8       | 4       | 42      | 17      | 24           | 11           | 5            | 8            | 33           | 27           | 50     | 25     | 13     | 12     | 75     | 44     | 31   |

### Andamento in campionato
| Giornata  | 1  | 2  | 3 | 4  | 5 | 6 | 7 | 8 | 9 | 10 | 11 | 12 | 13 | 14 | 15 | 16 | 17 | 18 | 19 | 20 | 21 | 22 | 23 | 24 | 25 | 26 | 27 | 28 | 29 | 30 | 31 | 32 | 33 | 34 | 35 | 36 | 37 | 38 |
| --------- | -- | -- | - | -- | - | - | - | - | - | -- | -- | -- | -- | -- | -- | -- | -- | -- | -- | -- | -- | -- | -- | -- | -- | -- | -- | -- | -- | -- | -- | -- | -- | -- | -- | -- | -- | -- |
| Luogo     | T  | C  | T | C  | T | C | C | T | C | T  | C  | T  | C  | T  | T  | C  | T  | C  | T  | C  | T  | C  | T  | C  | T  | T  | C  | T  | C  | T  | C  | T  | C  | C  | T  | C  | T  | C  |
| Risultato | P  | N  | V | P  | V | V | V | V | V | V  | V  | P  | V  | N  | P  | V  | N  | V  | V  | N  | P  | P  | V  | V  | N  | P  | V  | V  | P  | V  | N  | V  | N  | N  | N  | V  | P  | V  |
| Posizione | 10 | 11 | 6 | 13 | 8 | 5 | 3 | 3 | 3 | 2  | 2  | 3  | 3  | 3  | 3  | 3  | 3  | 3  | 3  | 3  | 3  | 3  | 3  | 3  | 3  | 4  | 4  | 3  | 3  | 3  | 3  | 3  | 3  | 3  | 3  | 3  | 4  | 4  |

Fonte:  Serie A – Classifiche, su sport.sky.it, Sky Sport. URL consultato il 1º luglio 2018 (archiviato dall'url originale l'11 settembre 2014).
Legenda:

Luogo: C = Casa; T = Trasferta. Risultato: V = Vittoria; N = Pareggio; P = Sconfitta.

### Statistiche dei giocatori
Sono in corsivo i calciatori che hanno lasciato la società a stagione in corso.
| Giocatore      | Serie A  | Serie A | Serie A     | Serie A    | Coppa Italia | Coppa Italia | Coppa Italia | Coppa Italia | Champions League | Champions League | Champions League | Champions League | Europa League | Europa League | Europa League | Europa League | Totale   | Totale | Totale      | Totale     |
| Giocatore      | Presenze | Reti    | Ammonizioni | Espulsioni | Presenze     | Reti         | Ammonizioni  | Espulsioni   | Presenze         | Reti             | Ammonizioni      | Espulsioni       | Presenze      | Reti          | Ammonizioni   | Espulsioni    | Presenze | Reti   | Ammonizioni | Espulsioni |
| -------------- | -------- | ------- | ----------- | ---------- | ------------ | ------------ | ------------ | ------------ | ---------------- | ---------------- | ---------------- | ---------------- | ------------- | ------------- | ------------- | ------------- | -------- | ------ | ----------- | ---------- |
| K. Asamoah     | 32       | 0       | 6           | 0          | 1            | 0            | 1            | 0            | 6                | 0                | 1                | 0                | 3             | 0             | 2             | 0             | 42       | 0      | 10          | 0          |
| K. Baldé       | 24       | 5       | 3           | 1          | 0            | 0            | 0            | 0            | 4                | 0                | 0                | 0                | 1             | 0             | 0             | 0             | 29       | 5      | 3           | 1          |
| T. Berni       | 0        | 0       | 0           | 0          | 0            | 0            | 0            | 0            | 0                | 0                | 0                | 0                | 0             | 0             | 0             | 0             | 0        | 0      | 0           | 0          |
| M. Brozović    | 32       | 2       | 12          | 1          | 2            | 0            | 1            | 0            | 6                | 0                | 3                | 0                | 2             | 0             | 0             | 0             | 42       | 2      | 16          | 1          |
| A. Candreva    | 18       | 1       | 0           | 0          | 2            | 2            | 0            | 0            | 5                | 0                | 0                | 0                | 4             | 0             | 2             | 0             | 29       | 3      | 2           | 0          |
| Dalbert        | 11       | 0       | 1           | 0          | 1            | 1            | 0            | 0            | -                | -                | -                | -                | -             | -             | -             | -             | 12       | 1      | 1           | 0          |
| D. D'Ambrosio  | 30       | 2       | 6           | 0          | 1            | 0            | 0            | 0            | 4                | 0                | 1                | 0                | 3             | 0             | 2             | 0             | 38       | 2      | 9           | 0          |
| S. De Vrij     | 28       | 2       | 2           | 0          | 0            | 0            | 0            | 0            | 5                | 0                | 1                | 0                | 3             | 0             | 0             | 0             | 36       | 2      | 3           | 0          |
| R. Di Gennaro  | 0        | 0       | 0           | 0          | 0            | 0            | 0            | 0            | 0                | 0                | 0                | 0                | 0             | 0             | 0             | 0             | 0        | 0      | 0           | 0          |
| S. Esposito    | 0        | 0       | 0           | 0          | -            | -            | -            | -            | -                | -                | -                | -                | 1             | 0             | 0             | 0             | 1        | 0      | 0           | 0          |
| R. Gagliardini | 19       | 5       | 4           | 0          | 2            | 0            | 2            | 0            | -                | -                | -                | -                | -             | -             | -             | -             | 21       | 5      | 6           | 0          |
| S. Handanovič  | 38       | -33     | 0           | 0          | 1            | -1           | 0            | 0            | 6                | -7               | 1                | 0                | 4             | -1            | 0             | 0             | 49       | -42    | 1           | 0          |
| M. Icardi      | 29       | 11      | 0           | 0          | 2            | 2            | 0            | 0            | 6                | 4                | 0                | 0                | 0             | 0             | 0             | 0             | 37       | 17     | 0           | 0          |
| Y. Karamoh     | 1        | 0       | 0           | 0          | 0            | 0            | 0            | 0            | -                | -                | -                | -                | -             | -             | -             | -             | 1        | 0      | 0           | 0          |
| J. Mario       | 20       | 1       | 2           | 0          | 2            | 0            | 0            | 0            | -                | -                | -                | -                | -             | -             | -             | -             | 22       | 1      | 2           | 0          |
| L. Martínez    | 27       | 6       | 3           | 0          | 2            | 2            | 0            | 0            | 3                | 0                | 1                | 0                | 3             | 1             | 2             | 0             | 35       | 9      | 6           | 0          |
| D. Merola      | 0        | 0       | 0           | 0          | -            | -            | -            | -            | -                | -                | -                | -                | 1             | 0             | 0             | 0             | 1        | 0      | 0           | 0          |
| Miranda        | 14       | 0       | 3           | 0          | 1            | 0            | 0            | 0            | 3                | 0                | 0                | 0                | 2             | 0             | 0             | 0             | 20       | 0      | 3           | 0          |
| R. Nainggolan  | 29       | 6       | 3           | 0          | 1            | 0            | 0            | 0            | 4                | 1                | 0                | 0                | 2             | 0             | 0             | 0             | 36       | 7      | 3           | 0          |
| D. Padelli     | 0        | 0       | 0           | 0          | 1            | -2           | 0            | 0            | 0                | 0                | 0                | 0                | 0             | 0             | 0             | 0             | 1        | -2     | 0           | 0          |
| I. Perišić     | 34       | 8       | 5           | 0          | 1            | 0            | 0            | 0            | 6                | 0                | 2                | 0                | 4             | 1             | 0             | 0             | 45       | 9      | 7           | 0          |
| M. Politano    | 36       | 5       | 4           | 1          | 2            | 0            | 0            | 0            | 6                | 0                | 1                | 0                | 4             | 1             | 0             | 0             | 48       | 6      | 5           | 1          |
| A. Ranocchia   | 4        | 0       | 1           | 0          | 1            | 0            | 0            | 0            | 0                | 0                | 0                | 0                | 2             | 1             | 1             | 0             | 7        | 1      | 2           | 0          |
| M. Škriniar    | 35       | 0       | 4           | 0          | 2            | 0            | 0            | 0            | 6                | 0                | 3                | 0                | 3             | 0             | 1             | 0             | 46       | 0      | 8           | 0          |
| C. Soares      | 4        | 0       | 0           | 0          | 1            | 0            | 0            | 0            | -                | -                | -                | -                | 4             | 0             | 1             | 0             | 9        | 0      | 1           | 0          |
| B. Valero      | 27       | 0       | 3           | 0          | 1            | 0            | 0            | 0            | 6                | 0                | 1                | 0                | 4             | 0             | 1             | 0             | 38       | 0      | 5           | 0          |
| M. Vecino      | 30       | 3       | 8           | 0          | 1            | 0            | 1            | 0            | 5                | 1                | 0                | 0                | 4             | 1             | 0             | 0             | 40       | 5      | 9           | 0          |
| S. Vrsaljko    | 10       | 0       | 2           | 0          | 1            | 0            | 1            | 0            | 2                | 0                | 0                | 0                | -             | -             | -             | -             | 13       | 0      | 3           | 0          |

## Giovanili

### Organigramma
Area direttiva
- Direttore: Roberto Samaden
- Responsabile Tecnico: Daniele Bernazzani
- Responsabile Scouting Italia: Giuseppe Giavardi
- Responsabile Medico: Marco Galli
- Responsabile Preparatori Atletici: Roberto Niccolai
- Responsabile Tecnico Attività di Base: Giuliano Rusca
- Responsabile Organizzativo Attività di Base: Rachele Stucchi
- Coordinatore Tecnico Attività di Base: Paolo Migliavacca

Area tecnica
- Allenatore Primavera: Armando Madonna
- Allenatore Berretti: Gianmario Corti
- Allenatore Under-17: Andrea Zanchetta
- Allenatore Under-16: Gabriele Bonacina
- Allenatore Under-15: Paolo Annoni

### Piazzamenti
- Primavera
  - Campionato: finalista
  - Coppa Italia: semifinali
  - Supercoppa Primavera: finalista
  - UEFA Youth League:[87] fase a gironi
  - Torneo di Viareggio: quarti di finale
- Berretti
  - Campionato: finalista
- Under-17
  - Campionato: vincitore
- Under-16
  - Campionato: finalista
- Under-15
  - Campionato: quinto posto nel girone B